# آیدا توپوزیان
آیدا اونیکی توپوزیان (ارمنی: Աիդա Օնիկի Թոփուզյան؛  زادهٔ ۴ اکتبر ۱۹۴۸) کارشناس علوم پرورشی، استاد اهل ارمنستان است.

## زندگی‌نامه
وی در ۴ اکتبر ۱۹۴۸ در بیروت به دنیا آمد و از دانشگاه دولتی ایروان فارغ‌التحصیل گشت. وزارت آموزش، علوم، فرهنگ و ورزش (ارمنستان)، دانشگاه دولتی زبان‌ها و علوم اجتماعی بروسوف ایروان و دانشگاه دولتی علوم پرورشی خاچاطور آبوویان ارمنستان فعالیت کرده است. همچنین برندهٔ جوایزی همچون آموزگار شایسته جمهوری ارمنستان (۲۰۱۸) و نشان دوستی خلق شده است.

## یادداشت
1. ↑  մանկավարժական գիտությունների դոկտոր